# Beurzerbeek (natuurgebied)
De Beurzerbeek is een natuurgebied in de Achterhoek in de Nederlandse provincie Gelderland. Het is (naast negentien andere gebieden) in 2005 door de Nederlandse overheid uitgeroepen tot Nationaal Landschap Winterswijk, een gebied van bijna 22.000 hectare groot.
Het natuurgebied de Beurzerbeek wordt gevormd door de gelijknamige beek Beurzerbeek met de aangrenzend gras- en bouwlanden. Het gebied is circa 19 hectare groot en ligt ten noordoosten van Winterswijk. Het gebied wordt beheerd door Natuurmonumenten. In en nabij de beek leven onder meer aalscholvers, geelgorzen en ijsvogels. Ook komt de rosse vleermuis in het gebied voor. Op de bij het natuurgebied behorende bouwlanden vindt biologische landbouw plaats.
Bekendelle · Beurzerbeek · Blekkinkveen · Bönnink · Borkense baan · Buskersbos · Corlese Veen · Döttinkrade · Grote Goor · Hilgelo · Kloosterbos · Korenburgerveen · Landgoed Kotten · Landgoed Mentink · Landgoed Walfort · Loohuisbos · Meddosche Veen · Slingeplas · Steengroeve · Steenkamp · Stortelersbeek · Vragenderveen · Willinks Weust · Wooldse Veen · Zwanenbroek